# Michajlovský zámek
Michajlovský zámek (rusky Миха́йловский за́мок) je bývalá rezidence ruských carů, která se nachází na Sadové ulici v Petrohradě. Projektovali ji Vincenzo Brenna a Vasilij Ivanovič Baženov v klasicistním stylu využívajícím prvky renesanční architektury. Základní kámen byl položen 9. března 1797 a stavba byla vysvěcena 8. listopadu 1800, dokončovací práce však trvaly do března roku 1801. Na vnitřní výzdobě se podíleli Carlo Scotti, Ivan Akimovič Akimov, Jean-Antoine Houdon, John Augustus Atkinson a Johann Jakob Mettenleiter.
Zámek je pojmenován podle archanděla Michaela, patrona carské rodiny, jemuž je zasvěcena zámecká kaple. Jeho stavbu nařídil car Pavel I. Ruský, který se v Zimním paláci necítil bezpečně a nechal si proto postavit unikátní vodní pevnost, pro niž vybral místo bývalého dřevěného paláce na jižním okraji Letního sadu, kde se narodil. Podoba sídla odrážela panovníkovu zálibu v časech rytířství, ze zámku také vedla podzemní chodba do kasáren na Martově poli. Car však toto sídlo využíval pouze čtyřicet dní; v noci na 24. března 1801 zde byl zavražděn spiklenci, které vedl Platon Zubov.
Po carově smrti byl zámek opuštěn a v roce 1819 se do něj nastěhovala Nikolajevská inženýrská škola (po revoluci Leningradská škola vojenských inženýrů), odtud také častá přezdívka „Inženýrský zámek“. Na zámku mj. studoval Fjodor Michajlovič Dostojevskij. Za obležení Leningradu budova sloužila jako lazaret. V letech 1957 až 2018 zde sídlila Ústřední knihovna námořnictva. Od roku 1991 zámek patří Stárnímu ruskému muzeu, které v něm po rekonstrukci v roce 2003 otevřelo expozici portrétního umění.
Před jižním průčelím se nachází jezdecká socha Petra Velikého, kterou vytvořil Carlo Bartolomeo Rastrelli.
Nikolaj Leskov je autorem povídky Zjevení v inženýrském zámku. Budova se také objevila ve filmu Zlaté oko.